# Wellness

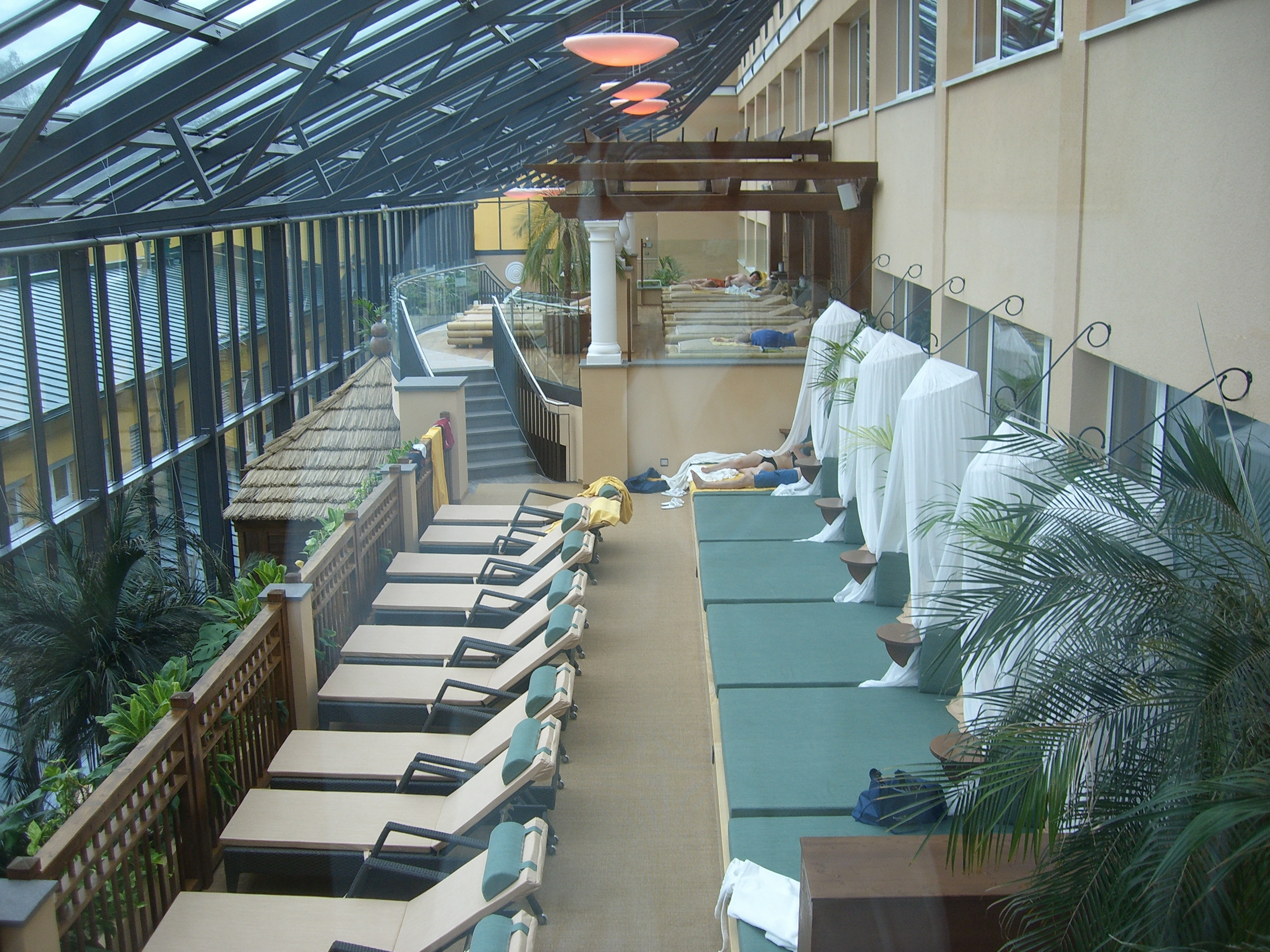
Wellness-Bereich mit Ruheliegen

Wellness (englisch wellness ‚Wohlbefinden‘ bzw. ‚Wohlfühlen‘) ist ein Anglizismus, der nach modernem Verständnis für ein ganzheitliches Gesundheitskonzept steht und seit 1959 in den USA Oberbegriff einer seinerzeit neuartigen Gesundheitsbewegung ist.

## Begriffsetymologie
Das Wort Wellness erschien erstmals 1654 in einer Monografie von Sir A. Johnson als „...wealnesse“ im Oxford English Dictionary und wurde dort mit „gute Gesundheit“ übersetzt. Im Jahre 1959 entwickelte der Sozialmediziner Halbert L. Dunn aus den Worten für Wohlbefinden (englisch wellbeing) und körperliche Leistungsfähigkeit (englisch fitness) das neue Kofferwort Wellness und legte damit den Grundstein für die US-amerikanische Wellness-Bewegung.
Da die Weltgesundheitsorganisation Gesundheit 1946 als physisches, psychisches und soziales Wohlbefinden definiert hat, gab es in der Folge immer mehr Anstrengungen, sich nicht mehr nur auf die Beseitigung von Krankheiten zu konzentrieren, sondern das Wohlbefinden zu steigern. Das Lebensstilkonzept Wellness zielt auf Wohlbefinden, Spaß und eine gute körperliche Verfassung. Heute versteht man unter Wellness vor allem Methoden und Anwendungen, die das körperliche, geistige oder seelische Wohlbefinden steigern. Fremdenverkehrseinrichtungen, Hotels, Reiseveranstalter, Schwimmbäder und Kureinrichtungen bieten unter der Bezeichnung „Wellness“ Massagen, Wellnessreisen und Bäder an (siehe Gesundheitstourismus).
Wellness ist ein beliebtes Werbewort. Der Begriff ist allerdings rechtlich nicht geschützt. Unterschiedlichsten Produkten, wie Mineralwasser, indischer Lassi, Socken, Tees, Müsli, Konfitüren und Nahrungsergänzungsmitteln wird eine gesundheitsfördernde Wirkung zugeschrieben. Gelegentlich werden auch Produkte mit nicht nachgewiesener Wirkung wie Erdstrahlen-Entstörgeräte, Magnetmatratzen oder esoterische Wasserbehandlungen unter der Bezeichnung Wellness angeboten. Seit Ende der 1990er Jahre bilden sich vermehrt Qualitätszeichen im Wellnesstourismus heraus, um der zunehmenden Konturlosigkeit des Begriffes entgegenzuwirken. Diese Zertifikate wurden von unterschiedlichen Akteuren wie dem Deutschen Wellness Verband, Hotelkooperationen oder anderen touristischen Akteuren initiiert.
In den 1970er Jahren – als die Kosten im US-amerikanischen Gesundheitswesen explodierten – entwickelten die Wellness-Pioniere Donald B. Ardell und John Travis im Auftrag der US-amerikanischen Regierung neue ganzheitliche Gesundheitsmodelle, die auf Gesundheitsförderung und Eigenverantwortung des Einzelnen für seine Gesundheit aufbauten. Nach dem Verständnis Ardells beschreibt Wellness einen Zustand von Wohlbefinden und Zufriedenheit und besteht aus den Faktoren Selbstverantwortung, Ernährungsbewusstsein, körperliche Fitness, Stressmanagement und Umweltsensibilität. Im Einklang mit diesem ganzheitlichen Ansatz lässt sich Wellness als Harmonie von Körper, Geist und Seele begreifen.
In deutschen Wörterbüchern findet sich das Wort Wellness erstmals im Jahre 1997 und wird dort mit „durch (leichte) körperliche Betätigung erzieltes Wohlbefinden“ definiert.

## Verwendung der Bezeichnung – Medical Wellness

Wellness als passives Wohlgefühl

Man kann bei der Verwendung des Wortes Wellness zwischen der Alltagssprache und einer wissenschaftlichen Betrachtung unterscheiden. Es ist bei Analysen der Verwendung des Begriffes der Gesundheitsbezug nur in begrenztem Maße festzustellen. Im alltäglichen Gebrauch wird Wellness allerdings eher mit einer passiven Form der Entspannung gleichgesetzt und ruft bei den Menschen emotionale Bilder hervor. Wellness wird auch unmittelbar mit Urlaub verbunden. Aktive körperliche Betätigung wird von den Verbrauchern eher nicht als Wellness empfunden. Umgangssprachlich werden unter Wellness vor allem passive Wohlfühlangebote verstanden, die für Entspannung stehen. Die Bezeichnung Wellness wird unter anderem auf folgende Bereiche angewendet:
- bewusste Ernährung, ganzheitlicher Umgang mit Lebensmitteln
- bewusste Bewegung: regelmäßige, angepasste Bewegungsprogramme
- mental: Entspannungs- und Stressmanagement-Methoden wie autogenes Training, Meditation, auch passiver Art wie Sauna und Massage
- bewusster Umgang mit der Natur und Genussmitteln
- Körperpflege, die zur Regeneration von Körper und Psyche und im Endeffekt zum allgemeinen Wohlbefinden führt, so zum Beispiel Bäder mit verschiedenen Badezusätzen oder kosmetische Behandlungen

Diese Auffassung von Wellness wird mittlerweile auch als Medical Wellness bezeichnet, deren Grundlage vor allem eine gesundheitsbewusste Lebensweise im Alltag ist. Entsprechende Kurse für Menschen mit gesundheitlichen Problemen – vor allem den so genannten Zivilisationskrankheiten – werden von vielen Krankenkassen und in Kurorten angeboten. Unter Medical Wellness sind darüber hinaus Urlaube mit präventiven und teilweise rehabilitativen Maßnahmen zur Verbesserung, Erhaltung und Wiederherstellung des Gesundheitszustandes zu verstehen.

## Wirtschaftliche Bedeutung
Laut Zahlen des Wirtschaftsforschungsunternehmens Global Insight wird der jährliche Umsatz der Wellness-Branche in Deutschland auf rund 73 Milliarden Euro geschätzt. Hierbei handelt es sich um Schätzungen über sämtliche in Zusammenhang mit dem Begriff Wellness stehenden Umsätze. Diese reichen von Lifestyle-Nahrungsmitteln wie kalorienreduzierten Lebensmitteln, verdauungsfördernden Joghurtprodukten usw. bis hin zu Fitnessstudios und Aufenthalten in Wellnesshotels. Teilweise wird auch Netzwerk-Marketing eingesetzt.